# سيندي برغر
سيندي برغر (بالهولندية: Cindy Burger)‏ (3 سبتمبر 1980 بلاهاي في هولندا - ) هي لاعبة كرة قدم هولندية في مركز الوسط. شاركت مع منتخب هولندا لكرة القدم للسيدات. أما مع النوادي، فقد لعبت مع Willem II (women) ‏ وVVV-Venlo (women) ‏.